# Urbain Lippé
Pour les articles homonymes, voir Lippé.
Urbain Lippé (22 juillet 1831-19 décembre 1896) est un notaire et homme politique fédéral du Québec.

## Biographie
Il est né  à L'Assomption dans le Bas-Canada, de parents d'origine allemande. Reçu notaire en 1861, il devient greffier de la Cour des Commissaires de Saint-Jean-de-Matha, puis commissaire de la Cour supérieure du district et du comté de Joliette.
Élu député du Parti conservateur dans la circonscription fédérale de Joliette en 1891, il ne se représenta pas en 1896, permettant au libéral Charles Bazinet de devenir député.